# Помпена станция
Помпената станция е съоръжение в хидростроителството, която служи за изпомпване на вода от един воден басейн или източник с по-ниско ниво към воден басейн или консуматор с по-високо ниво.

## Приложение
Помпените станции се използват много области основно на водното стопанство:
- Работа на шадравани в градински комплекси като например все още функциониращата помпена станция в двореца Нимфенберг (на немски: Die Pumpwerke des Schlosses Nymphenburg München)
- Регулиране на водното ниво на:
  - Естествени водни източници (защита от наводнения)
  - Изкуствени водоизточници/канали
- Напояване на селскостопански площи.
- Пресушаване на влажни/мочурливи зони и отвоюване на нови площи
- Подаване на питейна вода.
- Подаване на вода за технологични нужди на ТЕЦ, АЕЦ и промишлени предприятия.
- Обработка на отпадни води.
- Съхранение на вода за енергийни нужди чрез Помпено-акумулираща водноелектрическа централа. В този случай водата служи за акумулиране на енергията като се изпомпва в по-високо разположен резервоар и при необходимост чрез преминаването в по-ниско разположен резервоар се произвежда електрическа енергия. При тези помпени станции се използват много често турбини на Френсис тъй като при тях може да се премине от режим на изпомпване в режим на генерация.[1]

## Конструктивни части
Помпените станции се състоят от две основни групи съоръжения: машинни и строителни. Машините са различни видове помпи: бутални, центробежни, архимедов винт и други; двигатели: с вътрешно горене, електродвигатели или ветродвигатели; пускови и защитни съоръжения и други. Строителната част се състои от здания, напорни и входни тръбопроводи и различни разпределителни устройства. При големи водоиизточници с променливо нива като например река Дунав се ползват плаващи (понтонни) помпени станции.